# Muzeum – Pracownia Literacka Arkadego Fiedlera w Puszczykowie

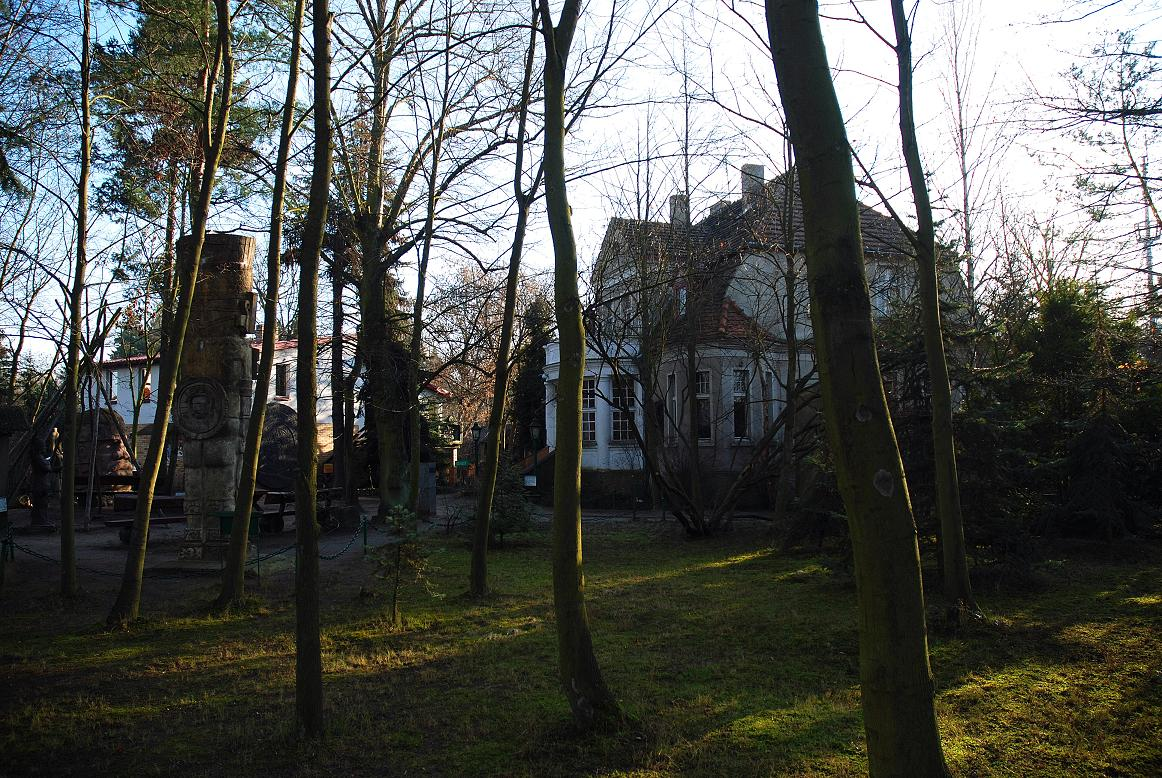
Fragment Ogrodu Kultur i Tolerancji

Muzeum – Pracownia Literacka Arkadego Fiedlera w Puszczykowie – muzeum poświęcone życiu i twórczości podróżnika Arkadego Fiedlera, zlokalizowane w podpoznańskim Puszczykowie, przy ulicy Słowackiego 1. W pobliżu znajduje się stacja kolejowa Puszczykówko oraz przystanki autobusowej linii podmiejskiej nr 651 z Poznania (z pętli Dębiec).

## Historia
Muzeum otwarto 1 stycznia 1974 w domu rodzinnym (willi) Fiedlerów. Willa z 1926 została zakupiona w 1946 przez Arkadego Fiedlera, po powrocie z wojennej emigracji. W 1948 sprowadził tutaj także dwóch synów i małżonkę – Marię z domu Maccariello. Wiadomości o zgromadzonych eksponatach były przyczyną licznych wizyt osób z zewnątrz. Ta duża popularność kolekcji spowodowała, że Arkady Fiedler postanowił udostępnić ją społeczeństwu. Od 1973 trwały prace adaptacyjne prowadzone przez Fiedlerów i ich znajomych, zwłaszcza budowniczego Feliksa Skrzypczaka i plastyka Zygmunta Konarskiego.
Od 1991 miasto Puszczykowo nie przyznaje muzeum subwencji, w związku z czym jest ono na samodzielnym utrzymaniu. Do końca 2000 placówkę odwiedziło ponad milion gości z całego świata. Willa Fiedlerów została wpisana do rejestru zabytków pod numerem 140/Wlkp/A w dniu 30 lipca 2003.

## Ekspozycja
Ekspozycja prezentuje eksponaty przywiezione z wypraw prowadzonych przez podróżnika, a także związane z jego udziałem w II wojnie światowej, a zwłaszcza w Dywizjonie 303. W muzeum zgromadzono zbiory etnograficzne, przyrodnicze, entomologiczne, religijne, ludowe rzemiosło i inne. W jednym z budynków, od 2003 zwiedzić można osobną ekspozycję Tajemniczy Świat Indian.
Do najciekawszych eksponatów należą maski i rzeźby obrzędowe, trofea ludzkich głów, łuki i dmuchawki, motyle tropikalne, pająki, krokodyle, kajmany, skorpiony, piranie (żywe), a także kolekcja książek Arkadego Fiedlera – 32 tytuły w 23 językach. Interesujące są stare zdjęcia z różnych stron świata.

## Ogród Tolerancji
Integralną częścią ekspozycji jest Ogród Tolerancji (wokół willi), w którym zgromadzono modele różnego rodzaju rzeźb i obiektów ważnych dla rozwoju poszczególnych cywilizacji na świecie. Dużą część z nich wykonał Zygmunt Konarski. Znajdują się tutaj m.in.:
- posągi Buddy z Bamian (6,5 m wysokości)
- Brama Słońca z Tiahuanaco
- kamienny kalendarz Azteków w formie dysku
- głowa olmecka z Meksyku
- postać z naczyniem ofiarnym na serca z Chac Mool
- pomnik boga Quetzalcoatla – Pierzastego Węża
- pomnik Siedzącego Byka
- głowa z Wyspy Wielkanocnej
- statek Santa María Krzysztofa Kolumba
- Hawker Hurricane Mk I – brytyjski myśliwiec z II wojny światowej (skala 1:1 – udostępniony zwiedzającym 19 września 2011)
- piramida wzorowana na egipskich (kopia w skali 1:23 piramidy Cheopsa, wysokość – 6,36 m, długość podstawy – 10 m)

## Zdjęcia z Muzeum i Ogrodu Kultur i Tolerancji

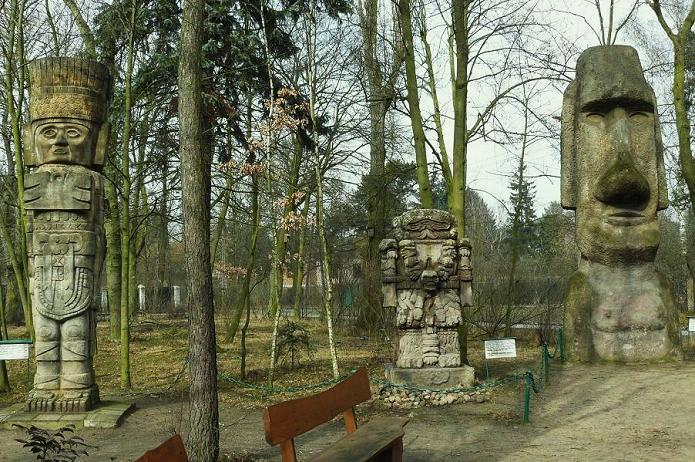
Fragment Ogrodu Kultur i Tolerancji
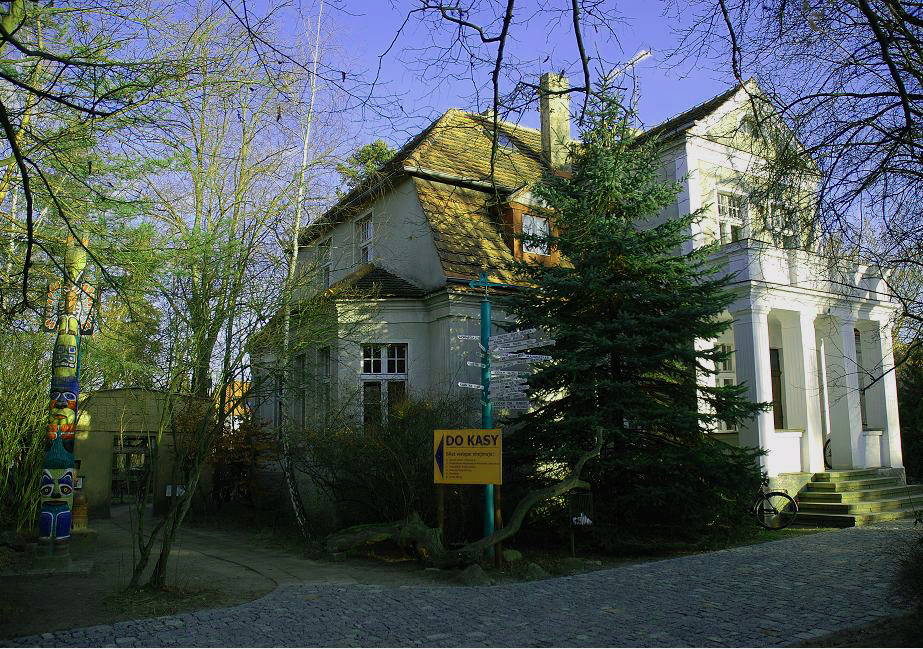
Fragment Ogrodu Kultur i Tolerancji
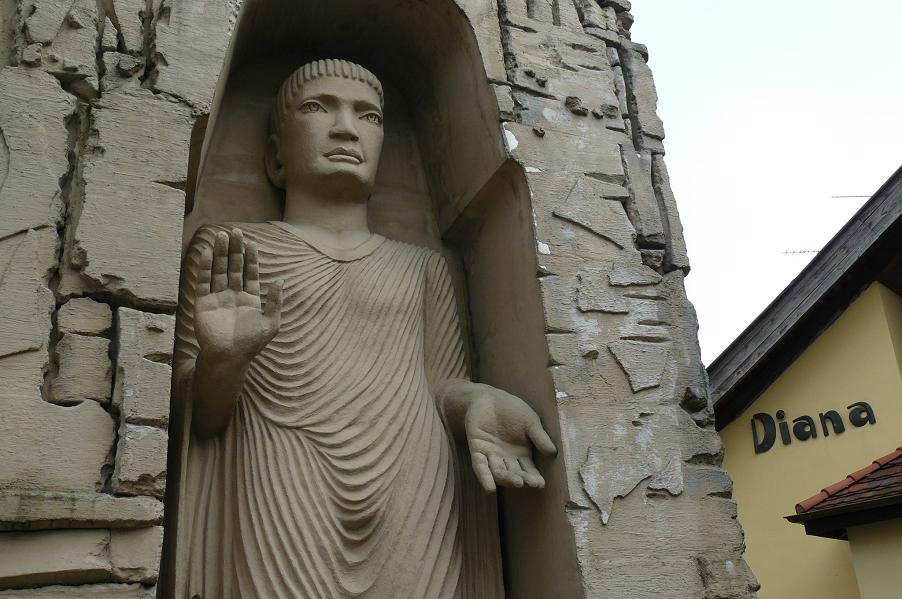
Replika posągu Buddy z Bamian
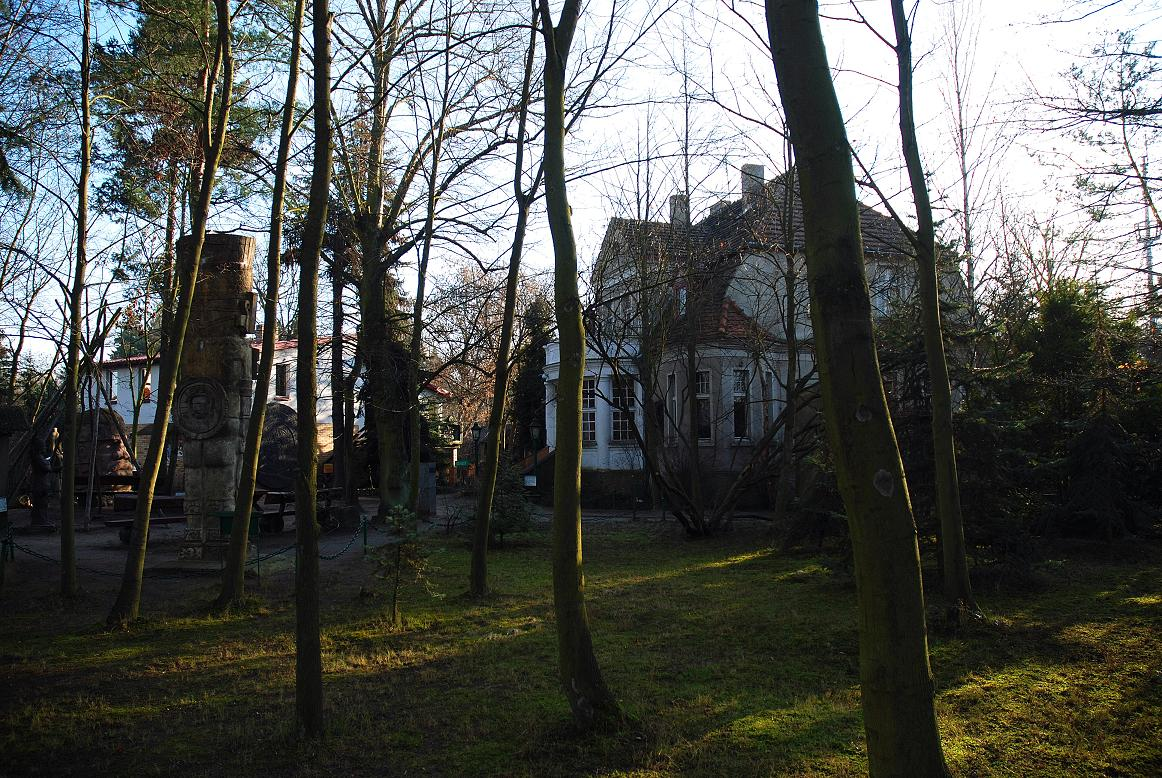
Widok na willę – główny budynek Muzeum
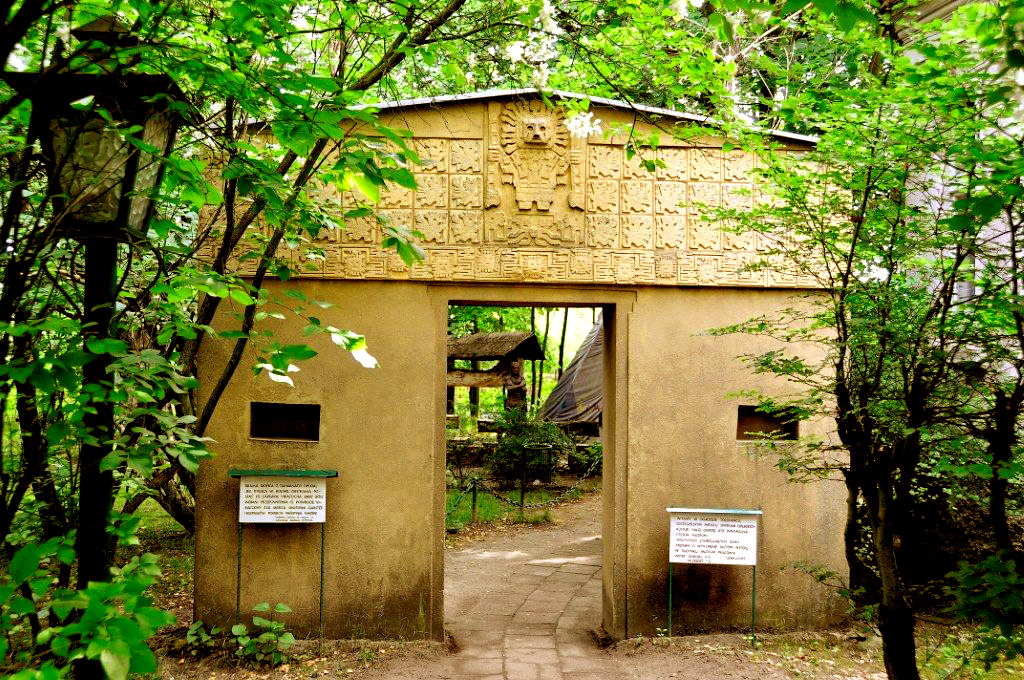
Brama Słońca kopia w skali 1:1
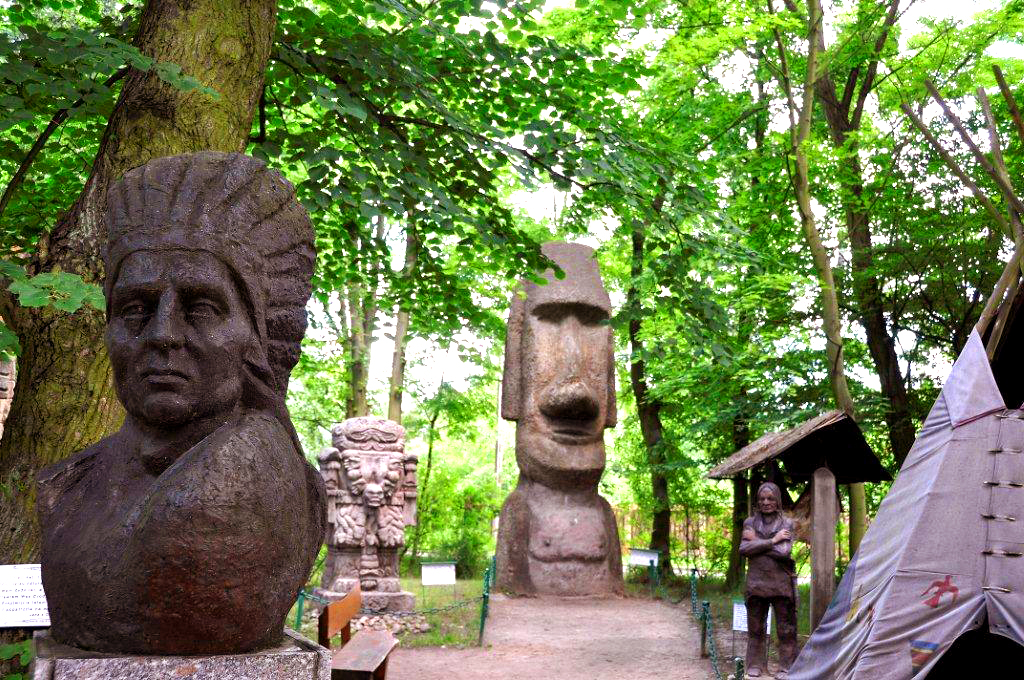
Fragment Ogrodu Kultur i Tolerancji
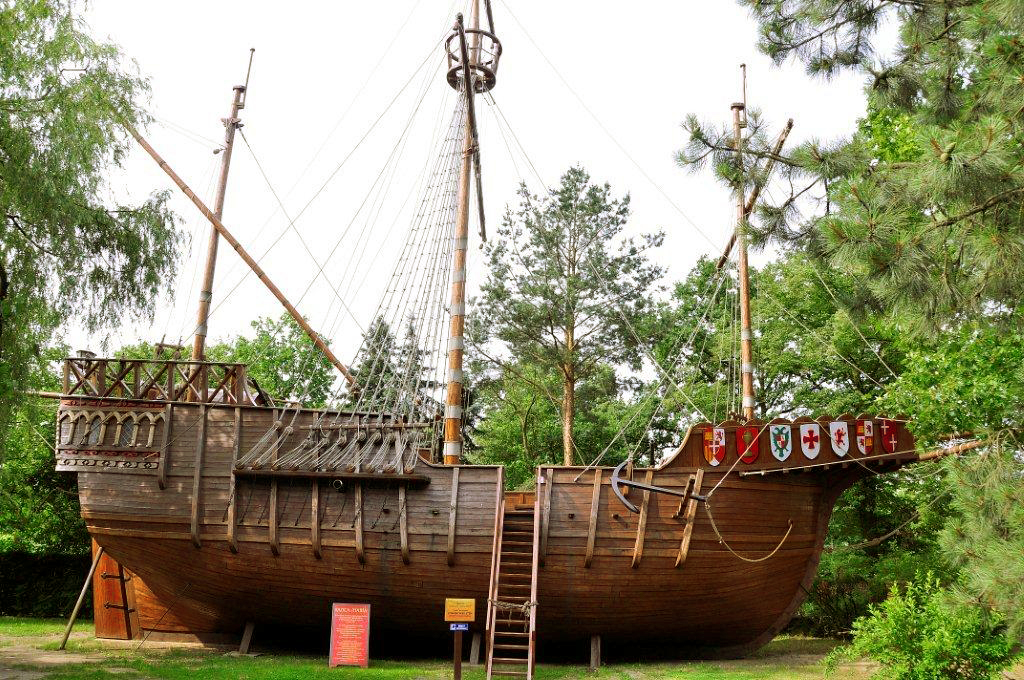
Santa María – replika statku Krzysztofa Kolumba w skali 1:1
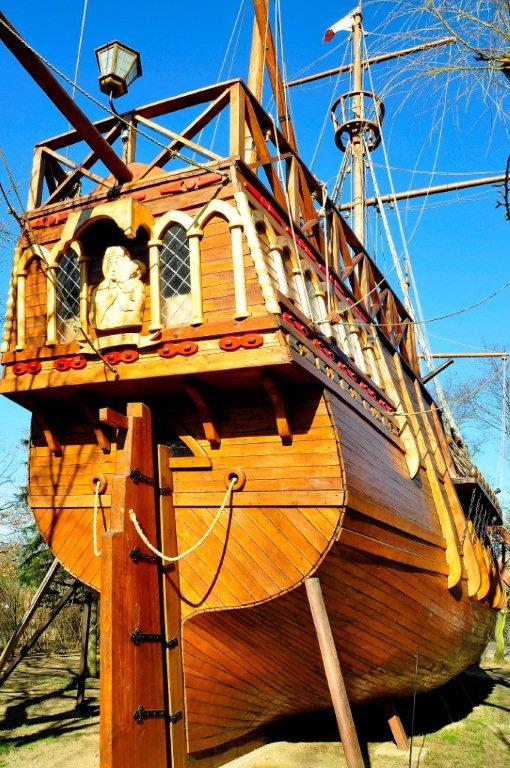
Santa Maria – replika statku Krzysztofa Kolumba w skali 1:1
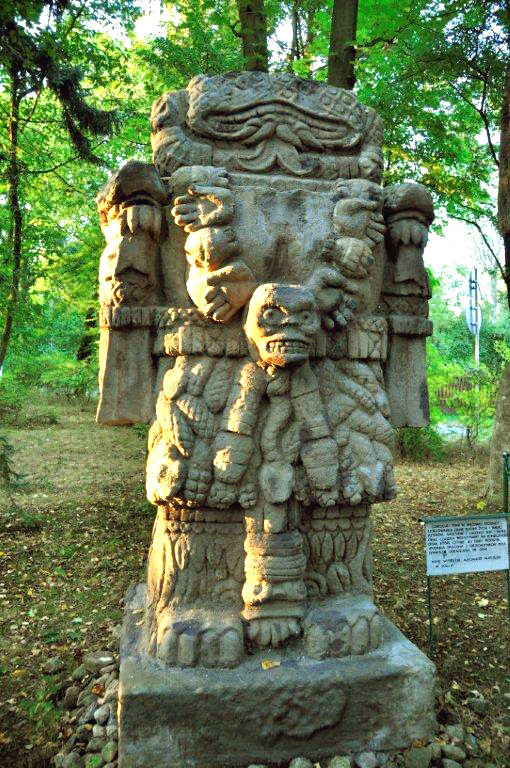
Aztecka bogini życia i śmierci Coatlicue
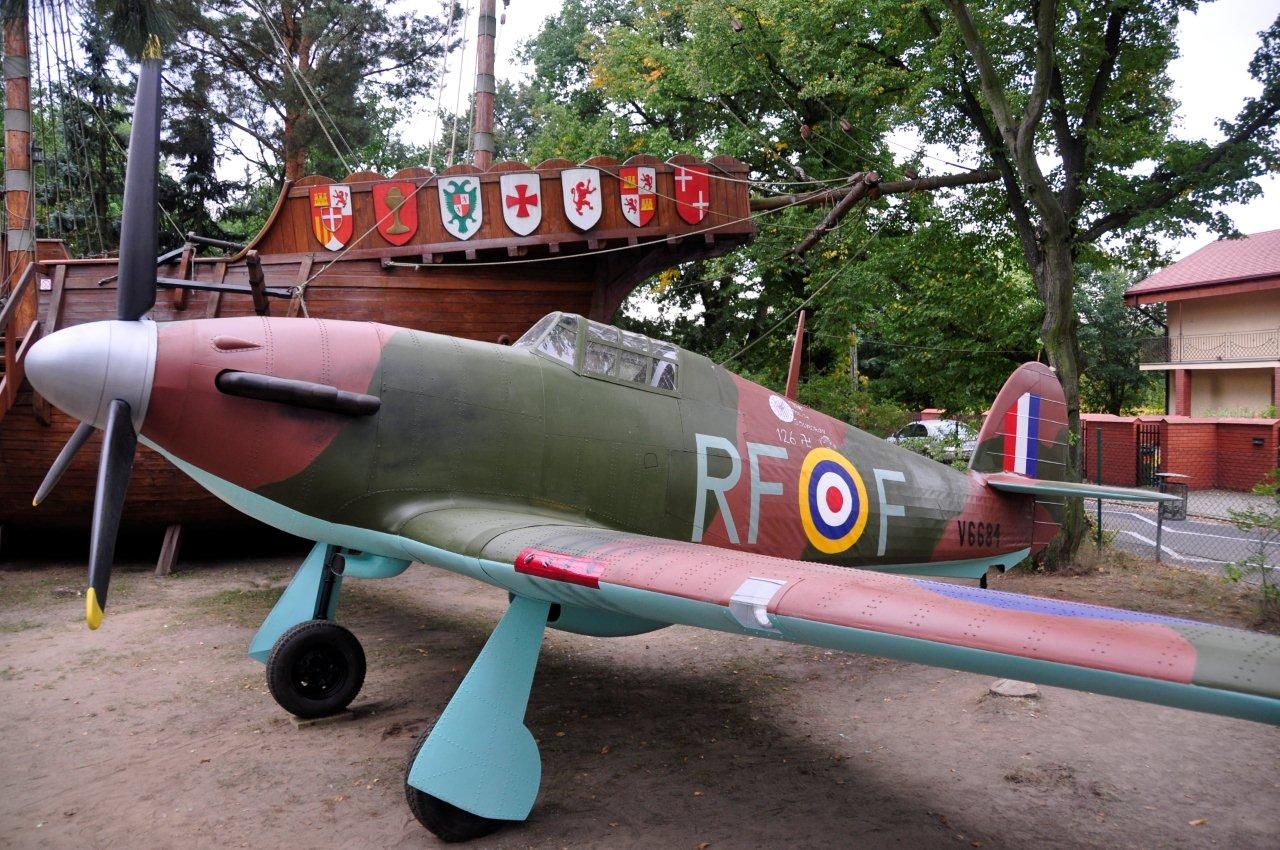
Hawker Hurricane Mk I – jedyny samolot (replika) w Polsce, na którym polscy lotnicy z Dywizjonu 303 brali udział w bitwie o Anglię